# Rivière de la Petite Nation
Der Rivière de la Petite Nation ist ein linker Nebenfluss des Ottawa River im westlichen Québec in Kanada.

## Flusslauf
Der Rivière de la Petite Nation hat seinen Ursprung in einem Seengebiet in den Laurentinischen Bergen. Nach einer Flussstrecke von 129 km mündet er bei Plaisance in den Ottawa River. Entlang dem Oberlauf befinden sich zahlreiche Seen, entlang dem Unterlauf überwindet der Fluss mehrere Wasserfälle. 10 km oberhalb der Mündung befinden sich die Chutes de la Petite Nation (⊙). 7 km oberhalb der Mündung liegen die Wasserfälle Chutes du Mouleau (⊙).
Der französische Name des Flusses bezieht sich auf die Algonquin-Stämme der Weskarini, welche dieses Gebiet früher besiedelten, was so viel bedeutet wie „Leute der kleinen Nation“.
Das Tal des Flusses Rivière de la Petite Nation war Teil der Seigneury von Petite Nation, ursprünglich in Besitz des Monsignor François de Montmorency-Laval, dem ersten Bischof von Neufrankreich. 
Die Seigneury wurde von Joseph Papineau erworben und später an dessen Sohn, Louis-Joseph Papineau, verkauft.
Joseph Papineau baute ein Sägewerk am Fluss bei Plaisance Falls. 
Ein Dorf namens North Nation Mills entstand dort. 
Kiefernstämme wurden damals den Fluss hinunter zum Sägewerk geflößt.
Der Ort wurde schließlich im Jahr 1920 aufgegeben, nachdem das Sägewerk geschlossen wurde.
Das Gebiet nahe der Flussmündung wurde von einem Staudamm von Hydro-Québec, der den Ottawa River aufstaut, überflutet. Ein Québec-Park befindet sich dort.
Der Rivière de la Petite Nation durchfließt die regionale Grafschaftsgemeinde Papineau. An seinem Flusslauf liegen die Gemeinden Ripon, Saint-André-Avellin und Plaisance.
Es gibt auch einen South Nation River in Ontario, der ebenfalls in den Ottawa River mündet.

## Bilder

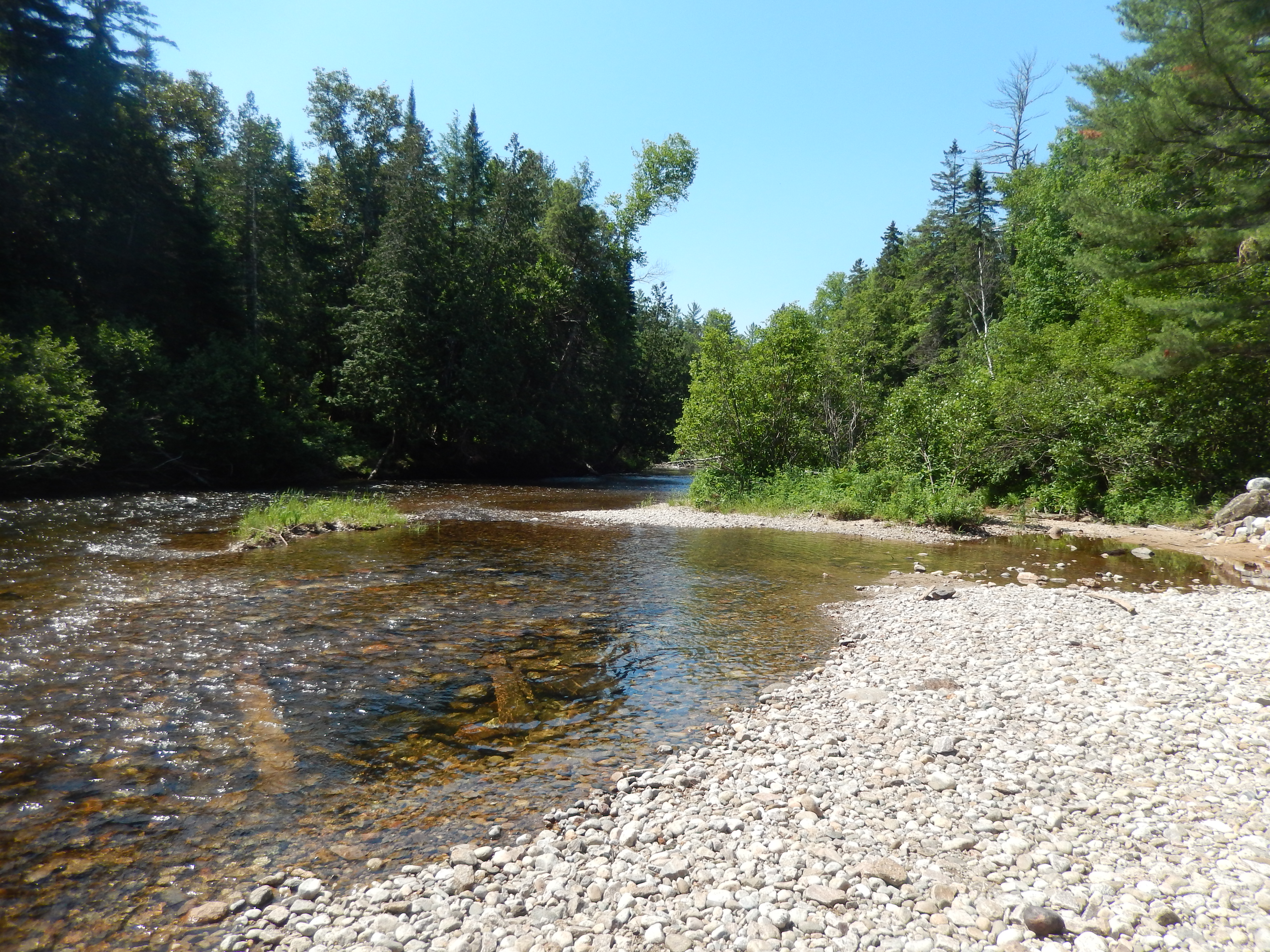
Oberhalb Chute aux Épinettes Rouges
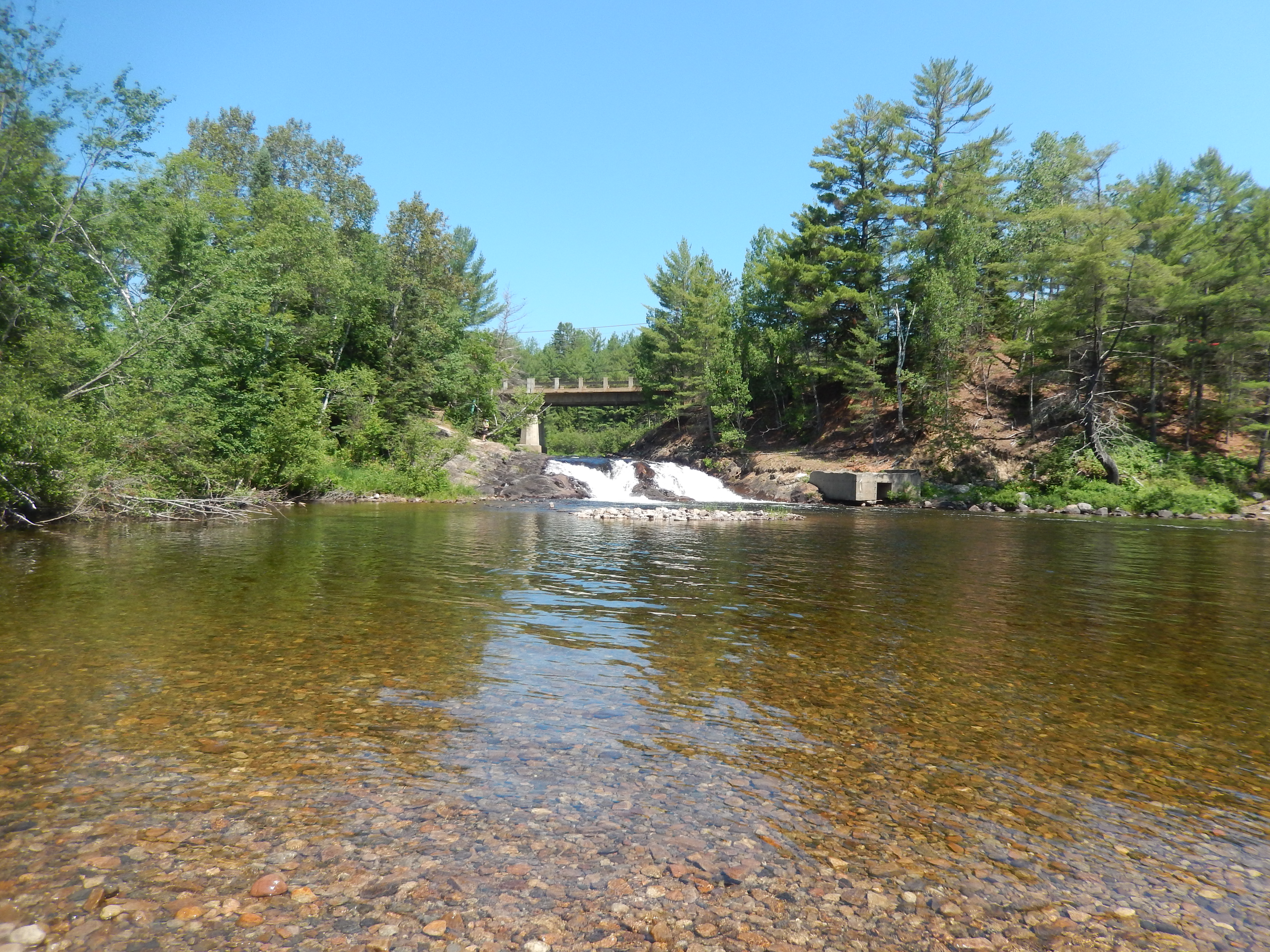
Chute aux Épinettes Rouges
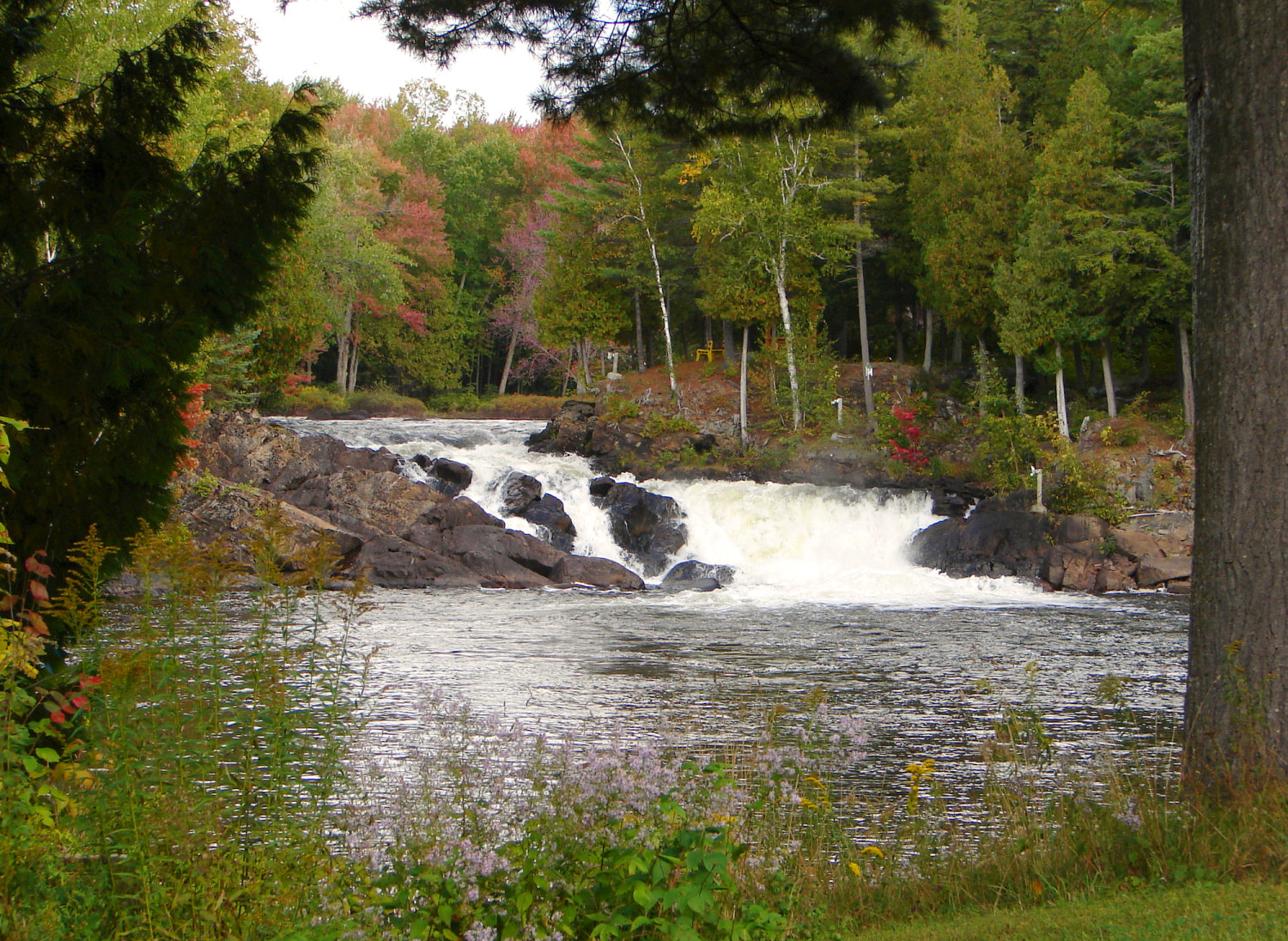
Chutes à Joubert bei Ripon
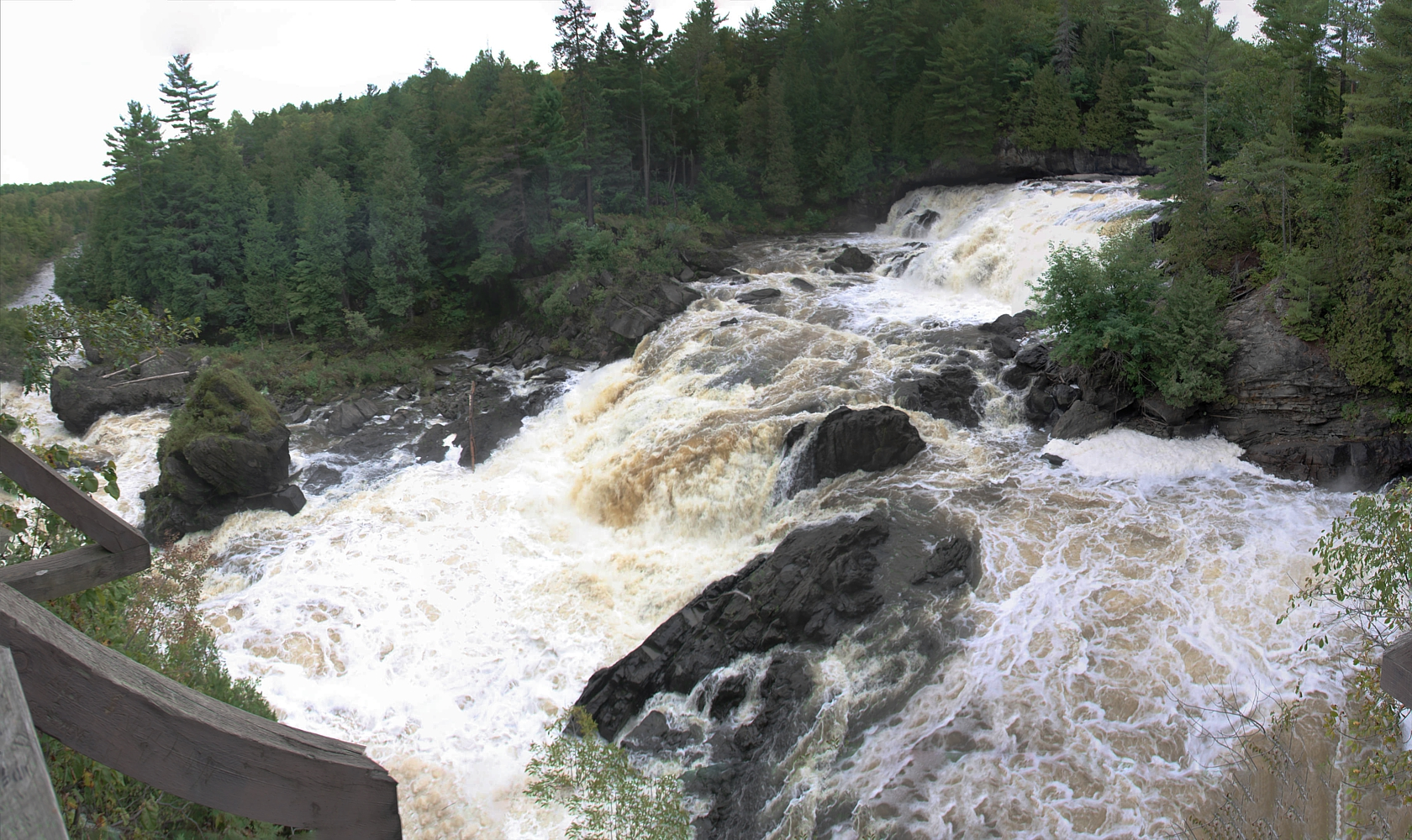
Chutes du Moulin bei Plaisance